# Noura Mana
Pour les articles homonymes, voir Mana.
Noura Mana, née le 12 décembre 1997, est une nageuse marocaine.

## Carrière
Noura Mana dispute les 50 mètres nage libre féminin aux Jeux olympiques d'été de 2016 à Rio de Janeiro où elle est éliminée en séries.
Elle est médaillée de bronze du relais 4 x 100 mètres 4 nages mixte aux Jeux africains de 2019 à Casablanca.